# Olios rotundiceps
Olios rotundiceps là một loài nhện trong họ Sparassidae.
Loài này thuộc chi Olios. Olios rotundiceps được Mary Agard Pocock miêu tả năm 1901.